# AV Linux
AV Linux — дистрибутив Linux, рассчитанный на создателей мультимедийного контента. Доступен для архитектур i386 и x86-64, оптимизирован под максимальную производительность и производство аудио с малым временем отклика, был рекомендован в качестве Linux-платформы для поддержки цифровой аудиостанции Harrison Mixbus.

## Окружение
Система построена на топ Debian и изначально делалась на remastersys. Ветка — testing (stretch).
Версии (до 6-й включительно) были исключительно 32-битными, ядро по умолчанию запускалось с IRQ-тредингами и rtirq-init. Для компьютеров с более чем 4 ГБ ОЗУ была доступна PAE версия.
Начиная с версии 2016, AV Linux доступен как в 32-, так и в 64-битных вариантах.
Среда рабочего стола, начиная с AV Linux 6.0.2 — Xfce (в предыдущих версиях — LXDE).
Загрузка AV Linux возможна как с Live CD, так и с жёсткого диска. Воспроизведение аудио и маршрутизации обрабатываются при помощи JACK (для продвинутых опций обработки аудио) или ALSA (для простых операций). Практически весь аудио-интерфейс, совместимый с FFADO, работает прямо «из коробки».

## Программное обеспечение
Хотя AV Linux создан для производства мультимедийного контента, в нём есть также программы для повседневного использования (см. п. «Повседневное использование»).
По состоянию на 2016 год, AV Linux получает свои программные пакеты из Debian-совместимых репозиториев KXStudio. Такой подход позволяет уменьшить дублирование усилий и сконцентрироваться на создании надёжной основы для производства мультимедиа.
В силу означенного подхода, разработчики AV Linux 2016 сосредоточены более на надёжности дистрибутива, нежели на обильном насыщении его программами — что было характерно для предыдущих версий. Начиная с 2016 года, пользователю предлагается самому решить, что именно ему выбрать из обширного репозитория, доступного через KXStudio.

### Аудио
Предустановленные программы для обработки звука: Ardour, Audacity, Calf Studio Gear, Carla, Guitarix, Hydrogen и MuseScore.

### Графика
Предустановленные программы для обработки изображений: GIMP, Inkscape и Shotwell.

### Видео
Для работы с видео (редактирование, воспроизведение, видеозахват и 3D анимация) имеются: Блендер, Kdenlive, Openshot, Cinelerra.
Cinelerra представлена в AVLinux Cinelerra-GG Infinity (недоступная ссылка).
Cinelerra-GG Infinity от William Morrow aka GoodGuy — это модификация, представляющая собой объединение функций Cinelerra-HV, Cinelerra-CV, а также многочисленные новые функции от её разработчика. 
Об истории Cinelerra можно прочитать здесь.
Объединение ведётся на кодовой базе оригинальной Cinelerra-HV (от Adam Williams).

### Повседневное использование
Для повседневного использования предустановлены браузер Firefox, Mozilla Thunderbird и LibreOffice Suite; прочие программы доступны из репозитория. Доступны также дополнительные локализации и раскладки клавиатуры (в частности, кириллические).

## Форум
AV Linux имеет активный форум на английском языке.

## Руководство
Разработчик AV Linux Глен Макартур написал подробное руководство. Написанное не без юмора, оное руководство предоставляет пользователям «84 иллюстрированных страницы с важными деталями и ответами на часто задаваемые вопросы».
Одной из таких важных деталей является озадачивающее новичка требование AV Linux ещё до окончания установки — либо загрузки в режиме liveCD — ввести логин и пароль от некоей учётной записи, которую пользователь ещё не создавал и логина с паролем от которой узнать не может иначе как прочитав написанный на английском языке вышеупомянутый мануал, в котором сказано, что логин — isotester, пароль — avl64 (для 64-битных версий) или avl32 (для 32-битных).
Установка не автоматическая и рассчитана на опытного пользователя, готового к самостоятельной разбивке жёсткого диска на разделы; в противном случае Глен Макартур рекомендует отказаться от установки во избежание, к примеру, потери других операционных систем на том же жестком диске и данных с других разделов.
Также может вызвать вопросы не совсем привычный для Linux способ установки — после создания разделов и загрузки ядра пользователь безальтернативно проводится через процедуру «восстановления из резервного копирования», входящего в тот же образ дистрибутива — без разницы, на каком носителе — на DVD-диске или на USB-накопителе. Восстановление производится средствами утилиты Systemback.
«Из коробки» поддерживается — и рекомендуется — работа с несколькими мониторами (утилитой ARandR).

## Мнения
Мнение на данный дистрибутив сделали сайты LinuxInsider, Linux Journal, ZDNet, Softpedia Linux, и InfoWorld.